# Luís de Hesse-Darmstadt
Luís de Hesse-Darmstadt, grão-duque de Hesse e do Reno (20 de novembro de 1908 - 30 de maio de 1968), foi o filho mais novo do grão-duque Ernesto Luís de Hesse e da sua segunda esposa, a princesa Leonor de Solms-Hohensolms-Lich. O seu nome completo era Luís Hermano Alexandre Cláudio Príncipe de Hesse e do Reno, ou em alemão, Ludwig Hermann Alexander Chlodwig Prinz von Hessen und bei Rhein.

## Biografia
Luís sucedeu o seu irmão Jorge Donato como titular do grão-ducado de Hesse após a sua morte. Casou-se com Margaret Campbell-Geddes (1913-1997), filha de Auckland Campbell-Geddes, 1º Barão Geddes, no dia seguinte ao acidente de avião que vitimou a sua mãe, irmão, cunhada e sobrinhos. O casal não teve filhos, mas adoptou a sobrinha de Luís, Joana de Hesse, de 13 meses, após a morte dos pais e irmãos. Contudo ela também acabaria por morrer menos de dois anos depois, de meningite. Em 1960, o casal adoptou o primo distante de Jorge, Maurício de Hesse, que o sucedeu como chefe da família de Hesse e pretendente ao título de "grão-duque" extinto após a Primeira Guerra Mundial.